# Bidessodes hygrobius
Bidessodes hygrobius är en skalbaggsart som beskrevs av Young 1986. Bidessodes hygrobius ingår i släktet Bidessodes och familjen dykare. Inga underarter finns listade i Catalogue of Life.